# Битка за Улцин
Битката за Улцин е между османските сили на Дервиш паша, от една страна, и албански доброволци от Призренската лига – от друга. Състои се през 1880 г.

## Предистория
Поводът е решението на Великите сили да заменят предаването на Княжество Черна гора на Плав и Гусине по Горни Лим (което е решено по силата решение на Берлинския конгрес), с Улцин. Причината е, че Черна гора не успява фактически да овладее Плав и Гусине.

## Ход на битката и последствия
Черногорците предвождани от Марко Милянов водят три последователни битки за Плав и Гусине срещу Хоти и Груда, последните подкрепяни от призренската лига и редовни османски части. В резултат от тези събития, великите сили настояват вместо планинския район на Горни Лим, Османската империя да предаде района на Улцин на Черна гора, но и тук албанците отказват. В крайна сметка, великите сили принуждават османците да предприемат действия срещу Призренската лига и района на Улцин е присъединен към Черна гора, въпреки че и днес там 90% от населението са албанци.